# Mielizna

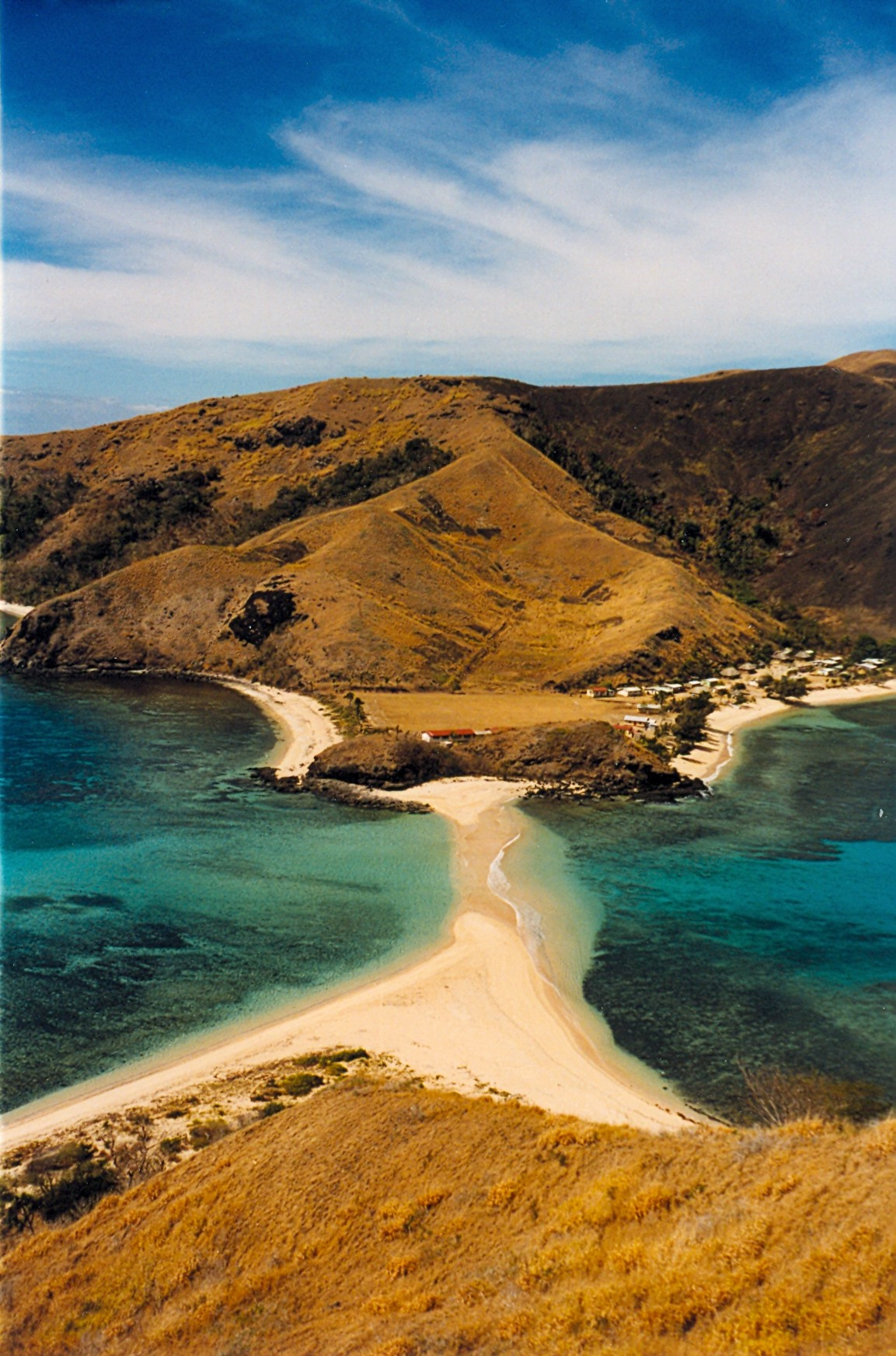
Wał mielizny przypływowej łączący wyspy Waya i Wayasewa z archipelagu Yasawa, Fidżi

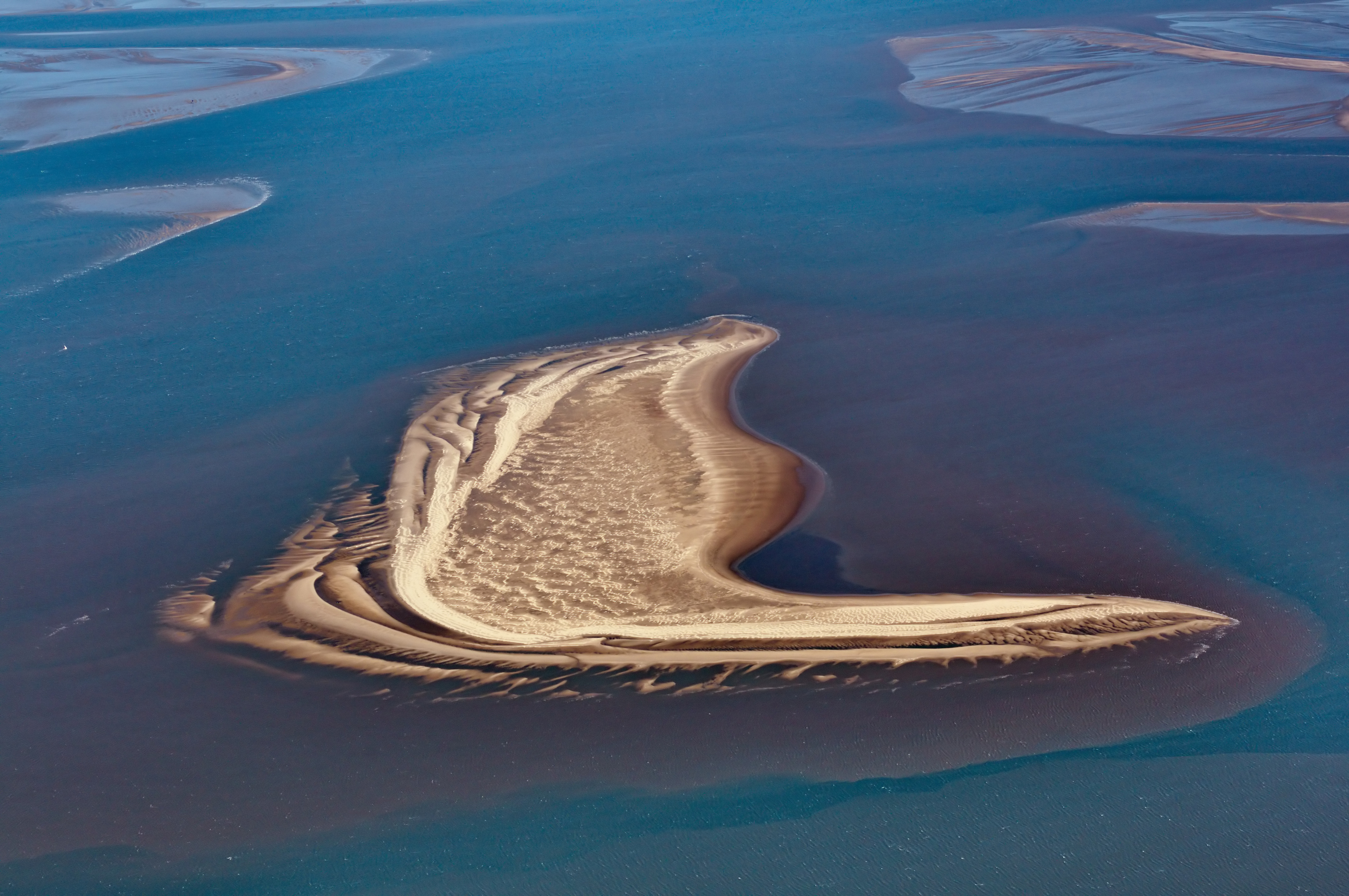
Piaszczyste wybrzeża w północnej Fryzji Waddensee (Niemcy)

Mielizna – piaszczyste lub żwirowe płytkie miejsce w rzece, jeziorze lub obszarach szelfowych morza. Przyczyną jej powstania jest osadzanie materiału przenoszonego przez wodę przy miejscowym zmniejszeniu szybkości jej płynięcia. W morzach występuje w miejscach dochodzenia wzniesienia szelfu blisko powierzchni morza.

Woda wpływa na mieliznę (płyciznę), gdzie spowalnia, a wysokość fal wzrasta

Mielizna jest zagrożeniem dla żeglugi morskiej i śródlądowej. Na mapach morskich mielizny oznaczane są izobatami (1 lub 2 m).
Mielizna może być częścią obszaru większej ławicy.